# 圣约翰斯顿足球俱乐部
聖莊士東足球會（英語：St. Johnstone Football Club）是位於蘇格蘭中部珀斯（Perth, Scotland）的職業足球會，雖然官方紀錄在1884年成立，但調查發現聖莊士東直到1885年2月才進行首場比賽，球會自1989年開始以迈克蒂安米德公园球场（McDiarmid Park）作為主場球場。聖莊士東綽號「聖人」（the Saints），於2008/09年球季贏得蘇格蘭甲組聯賽冠軍升級到蘇格蘭超級聯賽中角逐。
聖莊士東歷年來浮沉於蘇格蘭的頭兩級聯賽，是著名的「升降機」。其主要的敵對球隊是兩支來自邓迪的球隊——及——對賽任何一隊均被稱為「泰賽德打吡」（Tayside Derby），聖莊士東對登地比登地聯更激烈，惟亦不及兩支邓迪球隊互相對碰的「邓迪打比」（Dundee Derby）般激烈 。
球會在本土盃賽成績一般，只曾兩度晉級蘇格蘭聯賽盃決賽，分別於1970年及1999年敗於兩支老字號球隊。聖莊士東在歷史上從未晉級蘇格蘭足總盃決賽，但近年來曾多次達到準決賽階段，於2008年僅在互射十二碼負於最終冠軍被淘汰。而球隊最終贏取首項全國性盃賽，在2007年奪得開放給全部蘇格蘭足球聯賽球隊的蘇格蘭聯賽挑戰盃。2021年歷史性一年內連奪蘇格蘭足總盃及蘇格蘭聯賽盃。

## 榮譽
- 蘇格蘭足總盃
  - 冠軍（2）：2013–14年、2020–21年；
- 蘇格蘭乙組聯賽
  - 冠軍（3）：1923/24年、1959/60年、1962/63年；
- 蘇格蘭甲組聯賽〈第二級〉
  - 冠軍（4）：1982/83年、1989/90年、1996/97年、2008/09年；
- 聯賽挑戰盃
  - 冠軍（1）：2007/08年；
- 聯賽盃
  - 冠軍（1）：2020–21年；

## 球衣贊助
以下是歷年來聖莊士東的球衣贊助商：
- 1986–1989年：The Famous Grouse
- 1989–1991年：Bonar
- 1991–1998年：The Famous Grouse
- 1998–2002年：Scottish Hydro Electric
- 2002–2004年：Scottish Citylink
- 2004–2006年：Megabus.com
- 2006–2011年：George Wimpey
- 2011-     ：GS Brown Construction

資料來源：Historical Football Kits:St Johnstone （页面存档备份，存于）

## 著名球員
- （Alex Ferguson）
- （Ally McCoist）
- （Mixu Paatelainen）

## 外部連結
- 圣庄士东官方网站 （页面存档备份，存于）